# 류하늘
류하늘(1991년 3월 22일 ~ )은 대한민국의 가수다. 2022년 서우 '열 두글자' 피처링으로 데뷔했다.

## 방송
- 원더풀 내고향 (2022)
- 불타는 트롯맨 (2022)
- 미스터트롯2 - 새로운 전설의 시작 (2022)
- 미스터트롯3 (2024) - Top101

## 음반
- 인과연 (2024)
- 아버지 (Rock Ver) (2025)

## 수상
- 고창동호해변가요제 대상 (2023)